# Monrosia
Monrosia es un género de plantas con flores de la familia  Polygalaceae con una sola especie, Monrosia pterolopha.